# Wäinö Aaltonen

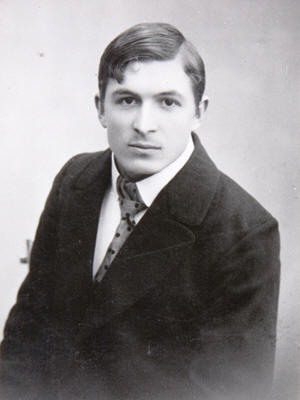
Wäinö Aaltonen

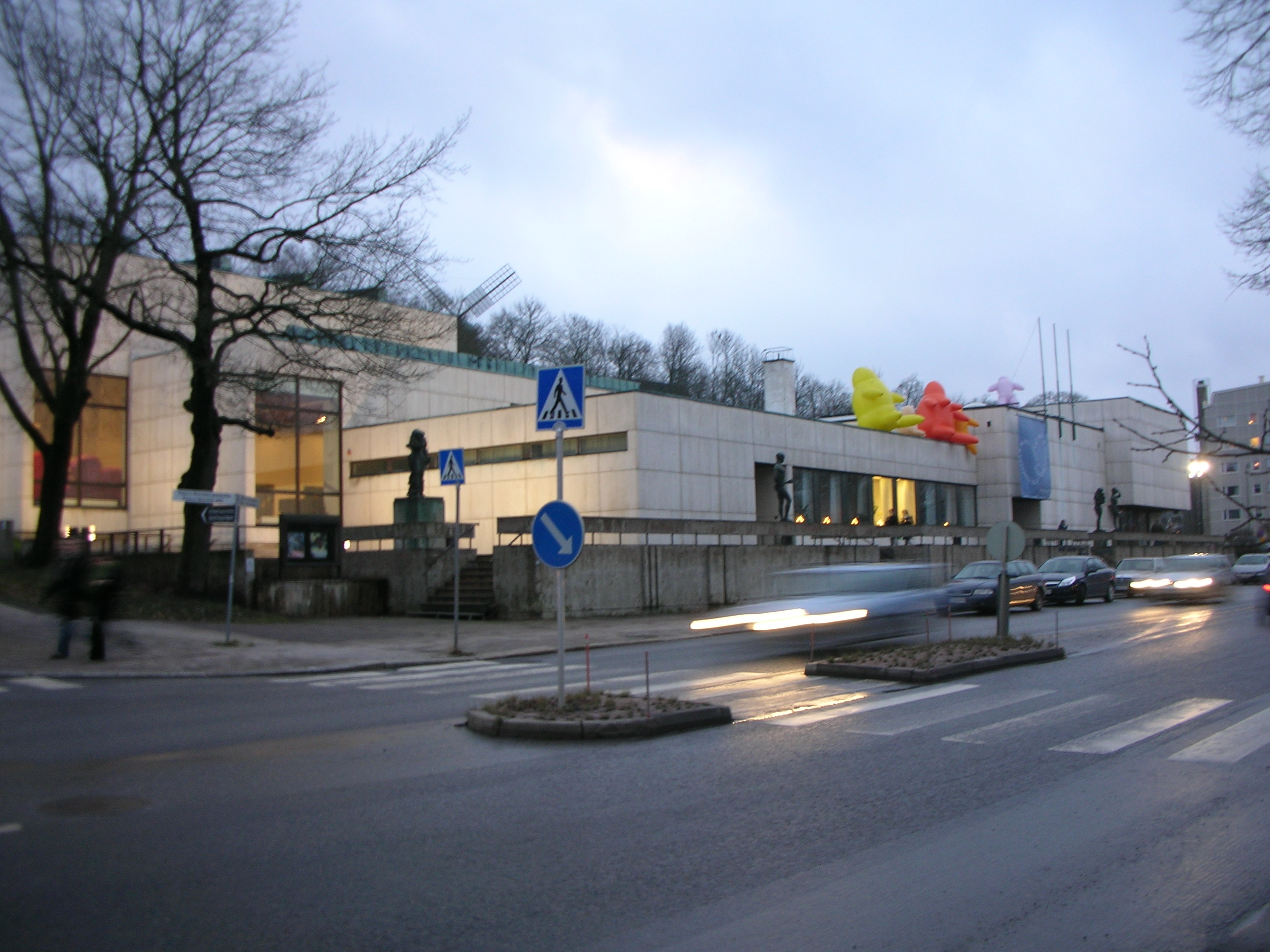
Het Wäinö Aaltonenmuseum in Turku, Finland

Wäinö Valdemar Aaltonen (Marttila, 3 maart 1894 – Helsinki, 30 mei 1966) was een twintigste-eeuws Fins kunstenaar. Hij was voornamelijk actief als beeldhouwer en maakte portretten, reliëfs, miniaturen en monumentale beeldhouwwerken, hoofdzakelijk in een klassieke stijl. Aaltonen werkte vooral in hout, brons en graniet, hoewel hij soms ook materialen als glas gebruikte.
Hij werd geboren als zoon van een kleermaker in het dorp Marttila in Finland. Hij werd kunstenaar na doof te zijn geworden als kind. Vanaf zijn zestiende bezocht hij de tekenschool van de Kunstvereniging van Turku van 1910 tot 1915. Aanvankelijk studeerde hij schilderkunst, maar hij studeerde af op beeldhouwen. Aangezien toen de Eerste Wereldoorlog woedde, vervaardigde hij oorlogsgedenktekens. Aaltonen werd spoedig een nationalistisch icoon.
Zijn beeldhouwwerk is voornamelijk nationalistisch van aard en beeldt vaak nationale helden uit. Een voorbeeld hiervan is het standbeeld van Paavo Nurmi uit 1925: een bronzen afgietsel staat buiten het stadion van Helsinki opgesteld. Hoewel voornamelijk naturalistisch, zijn er ook opmerkelijke kubistische werken van zijn hand. Hij was een van 20e-eeuwse pioniers van de taille directe.